# آرلانزا (رودخانه)
رود آرلانزا (به انگلیسی: Arlanza River) در سیرا دو لا دماندا، نزدیک کینتانابیدس از ناحیه‌ای که به فوئنت سانزا (Fuente Sanza) معروف است، سرچشمه می‌گیرد. با جریان یافتن آن از استان بورگوس اسپانیا، از مناطق شهری کاستروویدو، سالاس د لس اینفانتس، کباروبیاس و لرما عبور می‌کند. در این مناطق عمدتاً جهتش شرقی به غربی است و تقریباً موازی و در جهت شمالی رود دورو جریان دارد.
ریزابه اصلی آن رود آرلانزون است که نزدیک کینتانا دل پوئنته به آن می‌پیوندد، کمی قبل از این که خود آرلانزا به رود پیسوئرگا پیوسته که به نوبه خود به دورو می می‌پیوندد.
این رود نامش را از منطقه تولید مشروبات آرلانزا می‌گیرد (که جزوی از سامانه denominación de origen است).